# استودیو فالکن
فالکون اینترتینمنت همچنین با نام استودیو فالکن شناخته شده است یک شرکت آمریکایی مستقر در سان فرانسیسکو، کالیفرنیا یکی از تولیدکننده‌های پورنوگرافی همجنسگرایی است.
این شرکت در سال ۱۹۷۱ توسط چاک هولمز بنا نهاده شد. مدیران بسیاری از رقبای آمریکایی این شرکت بزرگ از جمله: هات هوس اینترتینمنت، کُلت استودیو، انتشار کانال یک، تایتان مدیا و ریجینگ استالین (به ترتیب: استیون اسکاربورو، جان رادرفورد، کای کای لارو، بروس کم و چریس وارد) قبلاً برای فالکن کار کرده‌اند.

## تولیدات
استودیو فالکن بیش از ۴۰۰ فیلم پورنوگرافی به وسیلهٔ زیرمجموعه‌های خانواده فالکن خود منتشر کرده است:
- جکس استودیو با تمرکز بر مدلهای جوان.
- موستانگ استودیو با ویژگی استفاده از مدلهای بالغ.
- مَسیو استودیو با تمرکز بر مدلهای تنومند و عضلانی.
- مجموعه بین‌المللی فالکن که بخش اروپا را دربر می‌گیرد و بر روی مدل‌های اروپایی (بیشتر اروپایی‌های شرقی) تمرکز کرده است.